# Micromorphus jakutensis
Micromorphus jakutensis är en tvåvingeart som beskrevs av Negrobov 2000. Micromorphus jakutensis ingår i släktet Micromorphus och familjen styltflugor. Inga underarter finns listade i Catalogue of Life.